# Dunmore (County Galway)
Dunmore (irisch Dún Mór) ist eine Stadt im County Galway, Irland. Bei der Volkszählung 2022 hatte sie 664 Einwohner.
Zur Gemeinde (Civil Parish) gehören insgesamt 122 Townlands und die Orte Dunmore und Garrafrauns, die zusammen 1409 Einwohnern (Stand Census 2011) zählten. Der Name des Orts und dessen Gründung gehen zurück auf eine Festung der Könige von Connacht, die insbesondere mit dem Namen von Toirrdelbach Ó Conchobhair († 1156) verbunden ist.

## Geographische Lage
Dunmore liegt im äußersten Norden des County Galway und grenzt unmittelbar an County Mayo im Nordwesten und County Roscommon im Nordosten. Weiter benachbart sind Liskeevy im Westen, Tuam im Süden und Boyounagh im Osten. Durch den Ort verläuft in Nord-Süd-Richtung die N83, die den Ort mit Ballyhaunis und Tuam verbindet. Weitere Landstraßen sind die R328, die von Ballindine nach Mountbellew Bridge führt, und die R360, die Dunmore mit Williamstown verbindet. Dunmore liegt am Sinking River, der in den River Clare mündet. Das Gemeindegebiet liegt in einer Grundmoränenlandschaft mit Eskern, die Höhen von bis zu 140 Metern erreichen und sich damit bis zu 60 Meter über ihre Umgebung erheben.

## Geschichte
Ein jungsteinzeitliches Court Tomb im Townland Fleascach Mhór am Hang des Slieve Dart ist ein Beleg für frühe bäuerliche Besiedlung in der Region. Der Norden Galways insbesondere das Gemeindegebiet ist reich an Raths, die aus der frühen Eisenzeit stammen, teilweise aber bis in das 17. Jahrhundert genutzt wurden. Diese ringförmigen Anlagen wurden bevorzugt an Hängen oder auf Hügelspitzen angelegt. In seiner Arbeit weist J. Neary insgesamt 140 solcher Anlagen auf dem Gemeindegebiet nach. Die Mehrheit dieser Raths hat nur eine einfache ringförmige Struktur, bestehend aus einem Erdwall und einem Graben, aber es gibt auch Vertreter mit zwei oder drei Ringen. Im Townland Kilnalappa, etwa vier Kilometer nordöstlich vom Ortszentrum, befindet sich Woodbed Rath, eine besonders gut erhaltene Anlage auf einem Hügel mit drei Ringen, tiefen Gräben, einer steinernen Befestigung des Innenfelds mit ca. 30 Metern Durchmesser und einem vermuteten Souterrain.
Die Gründung eines frühchristlichen Klosters in Dunmore ist nicht nachgewiesen, auch wenn sich Hinweise darauf in der Literatur finden, die aber auf eine Verwechslung mit Donaghpatrick durch Mervyn Archdall im Monasticon Hibernicum zurückgehen. Die Gründung des Ortes und der Name, der übersetzt „große Festung“ bedeutet, gehen auf eine der weniger bedeutenden Niederlassungen der Könige von Connacht zurück. Es wird vermutet, dass diese Festung ihren Platz dort hatte, wo später die Burg Dunmore Castle errichtet worden ist, das an der R328 etwa einen halben Kilometer westlich des heutigen Ortszentrums liegt. Im Jahr 1133 wurde die Festung von den vereinten Truppen der Könige von Desmond und Thomond, Cormac Mac Carthaig und Conchobar Ua Briain, erobert und niedergebrannt.

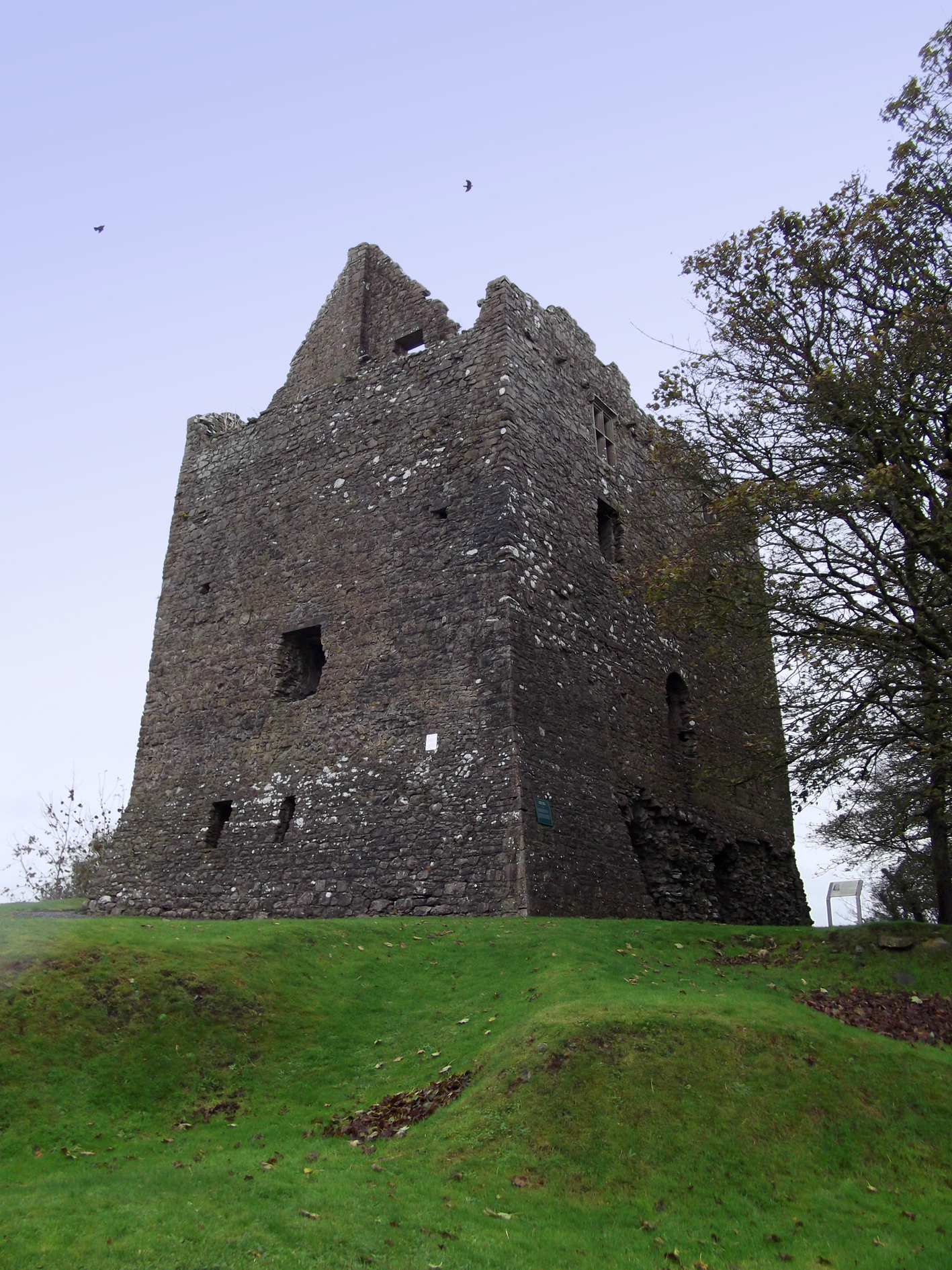
Dunmore Castle, Mitte des 13. Jahrhunderts errichtet durch die Familie de Bermingham

Dunmore fiel 1235 im Rahmen der Eroberung Connachts durch Richard de Burgh und wurde als Lehen an Piers de Bermingham († 1254) vergeben. Es wurde dann in Dunmore zunächst eine Motte errichtet, wahrscheinlich auf dem Grund der vorherigen Festung. Es gibt aber auch eine Überlieferung, die die Errichtung der Motte auf 1225 datiert und Hosty Merrick zuschreibt, der später von der Familie de Bermingham vertrieben wurde. Der Bau der Burg geht jedoch auf die Familie de Bermingham zurück und erfolgte noch Mitte des 13. Jahrhunderts. Direkt an der Burg entwickelte sich ein kleines Dorf, ähnlich wie in Athenry, das jedoch 1249 von den Söhnen des Königs von Connacht niedergebrannt wurde.

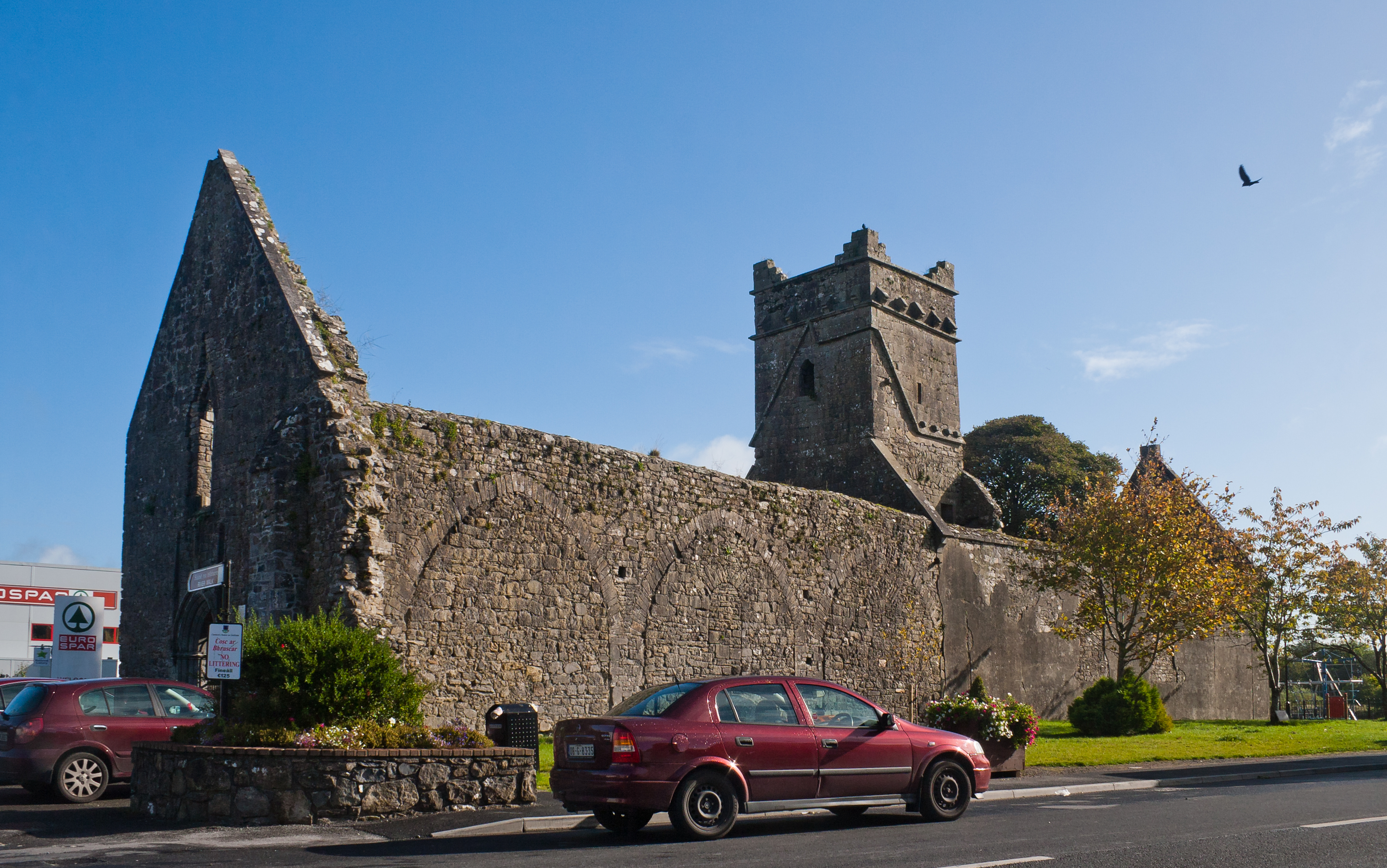
Kirchenschiff des Augustinerklosters

Walter Mor de Bermingham, 9. Baron von Athenry, gründete 1425 das Kloster Dunmore für die Augustinerbrüder, wahrscheinlich mit Brüdern aus Banada. Als das Kloster im Rahmen der Reformation Mitte des 16. Jahrhunderts aufgehoben werden sollte, setzte sich Lord Bermingham erfolgreich für den Erhalt ein mit der Argumentation, dass es von seiner Familie gegründet worden, und dass es sehr ärmlich und ohne nennenswerten Landbesitz sei, so dass die Krone davon kaum profitieren könne. Auch wenn die Brüder gelegentlich flüchten mussten, so blieben sie in Dunmore für lange Zeit, bis 1809 die letzten Brüder nach Athlone zogen. Die bauliche Substanz hatte bereits im 18. Jahrhundert erheblich gelitten. Dennoch wurde nach dem Weggang der Augustinerbrüder der Chorbereich der Klosterkirche noch als anglikanische Gemeindekirche genutzt.
Nördlich des Sinking River, an der Church Street, die nach Ballyhaunis führt, ist wohl eine mittelalterliche Gemeindekirche gewesen. An deren Stelle ist nur noch ein älterer Friedhof zu finden. Nordöstlich davon wurde im 19. Jahrhundert zuerst eine kleine provisorische katholische Kirche errichtet, die dann 1842 durch eine größere Kirche ersetzt wurde. 1859 wurde durch den Architekten John Sterling Butler ein Turm errichtet. Diese Kirche wurde abgerissen, nachdem 1968 eine neue Kirche an der High Street errichtet worden war.

## Kultur
Dunmore ist bekannt für seinen 1968 anlässlich der Einweihung der neuen Kirche gegründeten Kirchenchors Dunmore Church Choir, der etwa 50 Mitglieder umfasst und mehrfach international aufgetreten ist, u. a. 1996 in der Partnerstadt Querrien, 2007 in der Sankt-Patrick-Kathedrale in New York und 2011 in Toronto.

## Persönlichkeiten
- Michael Donnellan (1900–1964), Politiker
- John Donnellan (* 1937), Sportler und Politiker